# Leucania heterodoxa
Leucania heterodoxa är en fjärilsart som beskrevs av Smith 1894. Leucania heterodoxa ingår i släktet Leucania och familjen nattflyn. Inga underarter finns listade i Catalogue of Life.